# Adaílton Martins Bolzan
Adaílton Martins Bolzans (* 24. Januar 1977 in Santiago, Rio Grande do Sul), genannt Adaílton, ist ein ehemaliger brasilianischer Fußballspieler. Der Stürmer bestritt insgesamt 237 Spiele in der brasilianischen Série A, der italienischen Serie A, der französischen Ligue 1 und der rumänischen Liga 1. Bei der Junioren-Weltmeisterschaft 1997 wurde er Torschützenkönig.

## Karriere
Adaílton begann im Alter von zehn Jahren mit dem Fußballspielen beim EC Juventude aus Caxias do Sul. Im Jahr 1995 rückte er in den Kader der ersten Mannschaft auf, die seinerzeit in der höchsten brasilianischen Spielklasse vertreten war. Zu Beginn des Jahres 1997 wechselte er zum Ligakonkurrenten Guarani FC. Im Dezember 1997 holte ihn der italienische Erstligist AC Parma nach Europa. Dort konnte er sich jedoch nicht durchsetzen und im Sommer 1998 verschlug es ihn nach Frankreich zu Paris Saint-Germain. Dort kam er nur in der Hälfte der Spiele zum Einsatz und belegte mit seiner Mannschaft am Saisonende einen Platz im Mittelfeld.
Nach nur einem Jahr in Frankreich kehrte Adaílton nach Italien zurück, wo er sich Hellas Verona anschloss. Nachdem er sich in der Saison 1999/2000 einen Stammplatz erkämpft hatte, kam er in den folgenden Spielzeiten weniger zum Einsatz. Im Abstiegsjahr 2002 wurde er lediglich dreimal eingesetzt. In der Serie B kehrte er ins Team zurück, spielte mit seiner Mannschaft jedoch nicht um die Rückkehr ins Oberhaus, sondern gegen den Absturz in die Serie C1. Nach einem 19. Platz in der Spielzeit 2003/04 schloss der Verein die darauf folgende Saison auf dem sechsten Platz ab und verpasste nur knapp den Aufstieg. In beiden Spielzeiten kam er auf neun Tore und stellte damit erstmals seine Torgefährlichkeit unter Beweis.
Nach 15 Toren in der Saison 2005/06, die Hellas auf einem Platz im Mittelfeld beendete, verließ Adaílton Verona und wechselte zum ambitionierten Serie-B-Aufsteiger CFC Genua. Dort trug er elf Treffer zum Durchmarsch in die Serie A bei. Dennoch schloss er sich im Sommer 2007 dem Ligakonkurrenten FC Bologna, mit dem er in der Saison 2007/08 ebenfalls den Aufstieg schaffte. Im Oberhaus gelang ihm mit seinem Verein in der Spielzeit 2008/09 der Klassenerhalt, Adaílton konnte jedoch nur einen Treffer erzielen. In der darauf folgenden Saison fand er seine Treffsicherheit wieder und sicherte Bologna erneut den Ligaverbleib.
Im Sommer 2010 verließ Adaílton Bologna und wechselte zum FC Vaslui in die rumänische Liga 1. Mit seinem neuen Klub erreichte er am Ende der Saison 2010/11 den dritten Platz und durfte an der Qualifikation zur Champions League teilnehmen. Nach dem Aus gegen den FC Twente Enschede spielte er in der Europa League, musste sich mit seiner Mannschaft in der Gruppenphase aber Sporting Lissabon und Lazio Rom geschlagen geben. Die Spielzeit 2011/12 beendete er mit der Vizemeisterschaft hinter CFR Cluj. Anschließend wechselte er zum unterklassigen finnischen Klub SalReipas. Im April 2013 kehrte er zu seinem Heimatverein EC Juventude zurück, wo er Ende 2013 seine Karriere beendete.

### Nationalmannschaft
Adaílton wurde mit zehn Treffern Torschützenkönig der Junioren-Weltmeisterschaft 1997 in Malaysia. Am 22. Juni erzielte er im Spiel gegen Südkorea sechs Tore, vier davon innerhalb von neun Minuten.

## Erfolge
- Aufstieg in die italienische Serie A: 2006/07, 2007/08
- Rumänischer Vizemeister: 2011/12
- Torschützenkönig der Junioren-Weltmeisterschaft: 1997